# 川端橋

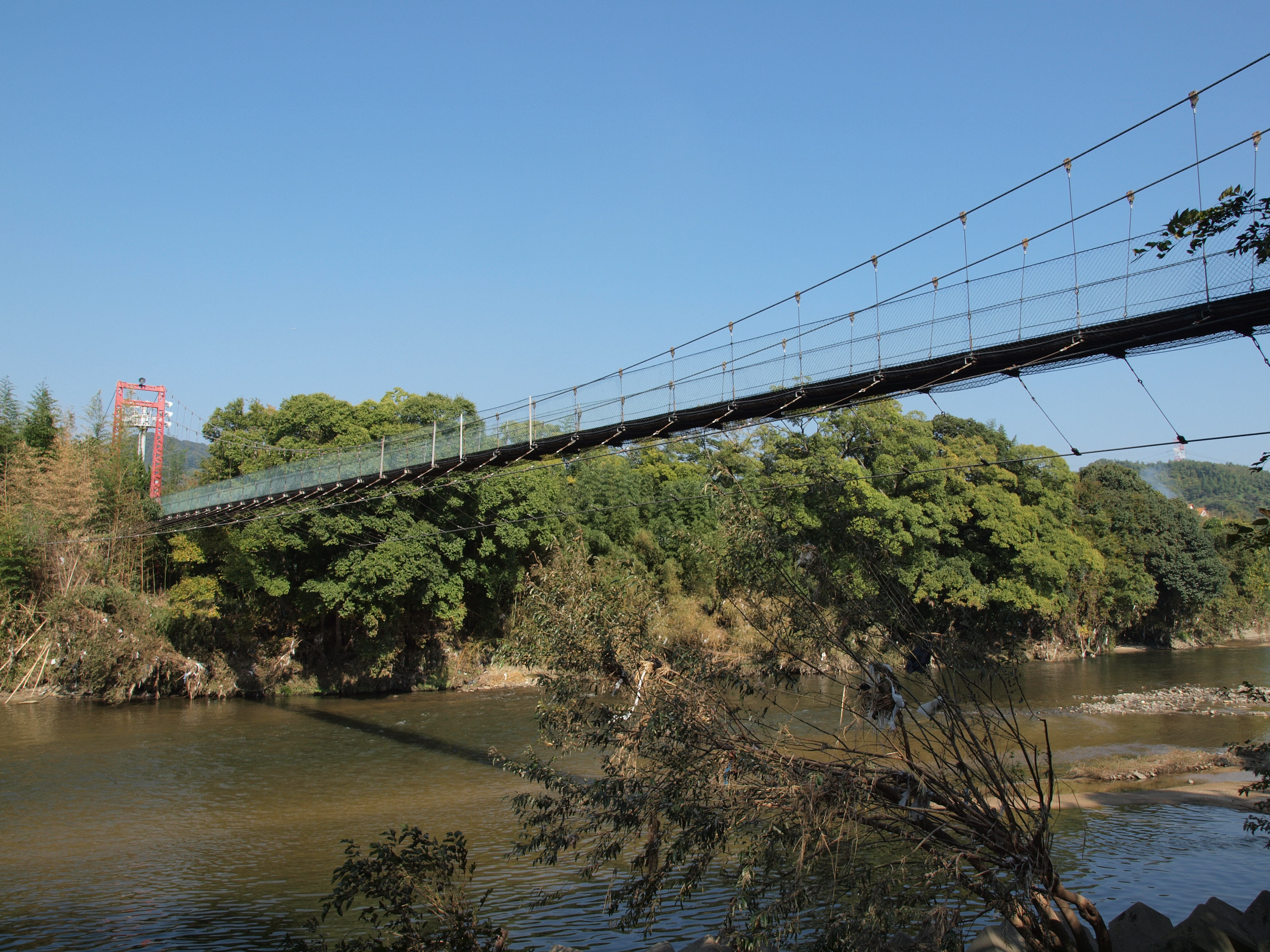
川端橋（南西側より撮影）

川端橋（かわばたばし）は、大阪府柏原市の大和川に架かる吊橋。「青谷吊り橋」とも呼ばれる。

## 概要
右岸（北）の青谷青少年運動広場と左岸（南）の国分地区を最短で結ぶ橋であるが、歩行者専用である。自転車の通行もできるが青少年運動広場側は階段とスロープになっている。一度に通行できる人員が15名にまで制限されており、揺らさないようにとの注意書きがされている。主塔は赤色に塗装されている。南側のワイヤーアンカーはジェイテクトの工場敷地内に設置されている。
南詰に「夏目茶屋の渡し」跡の説明板が設置されている。かつては明治初期に大和川南岸に新しい街道（現・国道25号）が整備されるまではここで渡し船で対岸に渡り、亀の瀬経由で奈良方面に通じていた。かつて渡し場付近には茶屋があり、付近にナツメが植えられていたのが名の由来とされる。
- 橋長：88m
- 幅員：1m
- 径間：1
- 径間長：88m
- 占有面積：329.84m2
- 所在地
  - 左岸：柏原市国分東条町　右岸：柏原市青谷
  - 北緯34度34分08秒 東経135度39分17秒 / 北緯34.56889度 東経135.65472度